# Île Quadra
L'île Quadra (en anglais : Quadra Island) est une île de la côte de la Colombie-Britannique, au Canada. 

## Description
Située à proximité de côte est de l'île de Vancouver, l'île Quadra fait partie des îles Discovery situées dans le district régional de Strathcona. Elle mesure 35 kilomètres du nord au sud pour une largeur de 2 km à 15 km. Sa superficie est d'environ 310 km2. Au recensement fédéral de 2006 (à l'exclusion des réserves des Premières nations comptées séparément), la population de l'île et îlots environnants était de 2 472 habitants. 
Elle porte le nom du navigateur espagnol Juan Francisco de la Bodega y Quadra qui a exploré et colonisé la région de l'île de Vancouver à la fin du XVIIIe siècle,.
Elle est séparée de l'île de Vancouver par le détroit de Johnstone. L'île possède de nombreuses plages, sentiers, lacs et deux parcs provinciaux.
Peu de sols de l'île sont bien adaptés à l'agriculture. La plupart sont grossiers et, dans les zones bien drainées, ils ont un aspect classique de profil podzosol. 
Il y a deux petits centres d'affaires sur l'île, l'un près du terminal de traversier de l'île de Vancouver, à Quathiaski Cove, et l'autre près du terminal de ferry de l'île Cortes, à Heriot Bay.

## Source
- (en) Cet article est partiellement ou en totalité issu de l’article de Wikipédia en anglais intitulé « Quadra Island » (voir la liste des auteurs).